# Ortovero
Ortovero é uma comuna italiana da região da Ligúria, província de Savona, com cerca de 1.585 habitantes. Estende-se por uma área de 9 km², tendo uma densidade populacional de 121 hab/km². Faz fronteira com Albenga, Arnasco, Casanova Lerrone, Onzo, Vendone, Villanova d'Albenga.

## Demografia
| Variação demográfica do município entre 1861 e 2011                               |
|                                                                                   |
| Fonte: Istituto Nazionale di Statistica (ISTAT) - Elaboração gráfica da Wikipedia |